# Pteroglossus inscriptus
El arasarí marcado (Pteroglossus inscriptus), también denominado pichí pechiamarillo y arasarí letreado, es una especie de ave piciforme de la familia Ramphastidae que vive en Sudamérica.

## Descripción
Es uno de los tucanes más pequeños, que pesa alrededor de 130 g y mide unos 29 cm de largo.

## Distribución y hábitat
Habita en las selvas de la cuenca del Amazonas de Brasil y Bolivia.